# 중위 투표자 정리
중위 투표자 정리(Median voter theorem)는 1948년 던컨 블랙(Duncan Black) 이 제시한 선호투표제와 관련된 명제이다. 유권자와 정책이 1차원 스펙트럼을 따라 분포되어 있는 경우 유권자가 근접성 순서로 대안을 순위 지정하는 경우 Condorcet 기준 을 충족하는 모든 투표 방법이 중간 투표자에 가장 가까운 후보를 선출한다고 명시되어 있다. 특히 두 옵션 사이의 과반수 투표가 그렇게 할 것이다.
정리는 공공 선택 경제학 및 통계 정치학과 관계 있다.
느슨하게 관련된 주장은 호텔링(Harold Hotelling)에 의해 더 일찍(1929년에) 만들어졌다. 그것은 중위 투표자 이론 또는 중위 투표자 모델 로 더 적절하게 알려져 있다. 대의민주주의에서는 정치인이 중위투표자의 관점으로 수렴한다는 말이 있다.

## 정리의 진술 및 증명

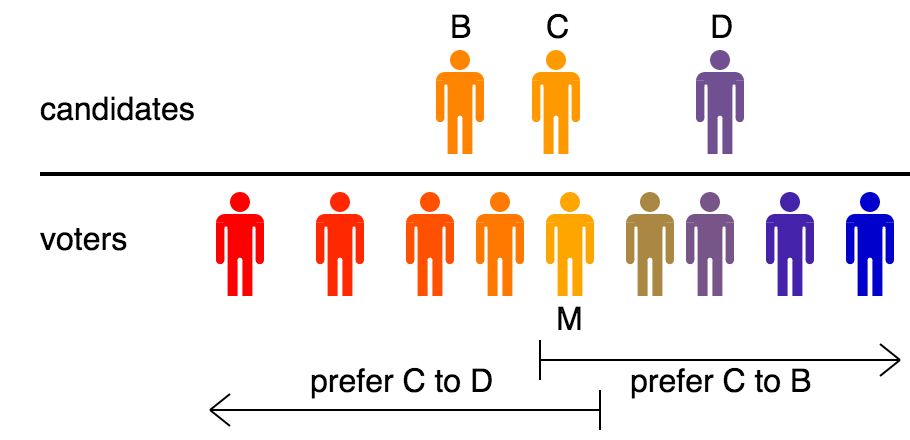
후보 C 중앙값 유권자 M 에 가장 가깝다.

홀수 명의 유권자와 최소 두 명의 후보자가 있다고 가정하고 의견이 스펙트럼을 따라 분포되어 있다고 가정한다. 각 유권자는 투표자에게 가장 가까운 후보자가 첫 번째 선호를 받고 다음으로 가까운 후보자가 두 번째 선호를 받도록 근접성 순서로 후보자의 순위를 지정한다고 가정한다. 그런 다음 중앙값 유권자가 있고 우리는 그 또는 그녀와 가장 가까운 후보자가 선거에서 승리할 것임을 보여줄 것이다.
증명 . 중위 유권자와 가장 가까운 후보자가 중위 유권자의 첫 번째 선호 투표를 받게 된다. 이 후보자가 유권자의 약간 좌측에 누워 있다고 가정한다. 그러면 중위 유권자의 좌측에 있는 모든 유권자(유권자의 과반수로 구성됨)는 그 후보자를 그의 오른쪽에 있는 모든 후보자보다 선호할 것이고 중위 유권자의 우측에 있는 모든 유권자는 그의 좌측에 있는 모든 후보자보다 그 후보자를 선호할 것이다.
Condorcet 기준은 유권자의 과반수에 의해 다른 모든 후보보다 선호되는 후보가 승자가 되도록 하는 모든 투표 방법에 의해 충족되는 것으로 정의된다. 따라서 중위 유권자와 가장 가까운 후보자는 Condorcet 기준을 충족하는 방법을 사용하여 수행된 모든 선거에서 승리할 것이다.
따라서 Condorcet 기준을 충족하는 모든 투표 방법에 따라 중간 투표자가 선호하는 후보자가 승자가 된다. 이진 결정의 경우 과반수 투표가 기준을 충족한다. 다자간 투표의 경우 여러 방법이 이를 충족한다( Condorcet 방법 참조).

### 가정
이 정리는 유권자 수가 짝수일 때도 적용되지만 세부 사항은 동점을 해결하는 방법에 따라 다르다.
선호도가 근접한 순서로 캐스팅된다는 가정은 단순히 단일 정점 이라고 말하는 것으로 완화될 수 있다.

### 역사
이 정리는 1948년 던컨 블랙(Duncan Black)에 의해 처음 제시되었다. 그는 투표가 정치적 결정을 포함한 결정의 결과를 어떻게 결정하는지에 관한 경제 이론의 큰 격차를 보았다고 썼다. 그의 논문은 경제학이 투표 시스템을 설명할 수 있는 방법에 대한 연구를 촉발했다. 1957년 앤서니 다운스는 중위 유권자 정리에 대해 설명했다.

### 중위 유권자 재산
1차원 공간 모델에서 항상 중앙값 유권자에 가장 가까운 후보를 선택하는 경우 투표 방법이 "1차원에서 중앙값 유권자 속성"을 갖는다고 말할 것이다. 모든 Condorcet 방법은 1차원에서 중간 투표자 속성을 갖는다고 말하는 것으로 중간 투표자 정리를 요약할 수 있다.
Condorcet 방법은 이것에서 고유하지 않다는 것이 밝혀졌다. Coombs의 방법 은 Condorcet과 일치하지 않지만 그럼에도 불구하고 한 차원에서 중간 유권자 속성을 충족한다.

### 둘 이상의 차원에서 분포 확장

2차원에서 중위 투표자 정리

중위 투표자 정리는 모든 차원의 공간에서 유권자 의견 분포에 제한된 형태로 적용된다. 둘 이상의 차원의 분포가 모든 방향의 중앙값을 가질 필요는 없다('전방향 중앙값'이라고 할 수 있음).유권자 분포가 모든 방향에서 고유한 중앙값을 갖고 유권자가 근접한 순서로 후보자의 순위를 매길 때마다 중위 투표자 정리가 적용된다. 중앙값에 가장 가까운 후보자가 모든 경쟁자보다 과반수 선호도를 가지며 선출된다.

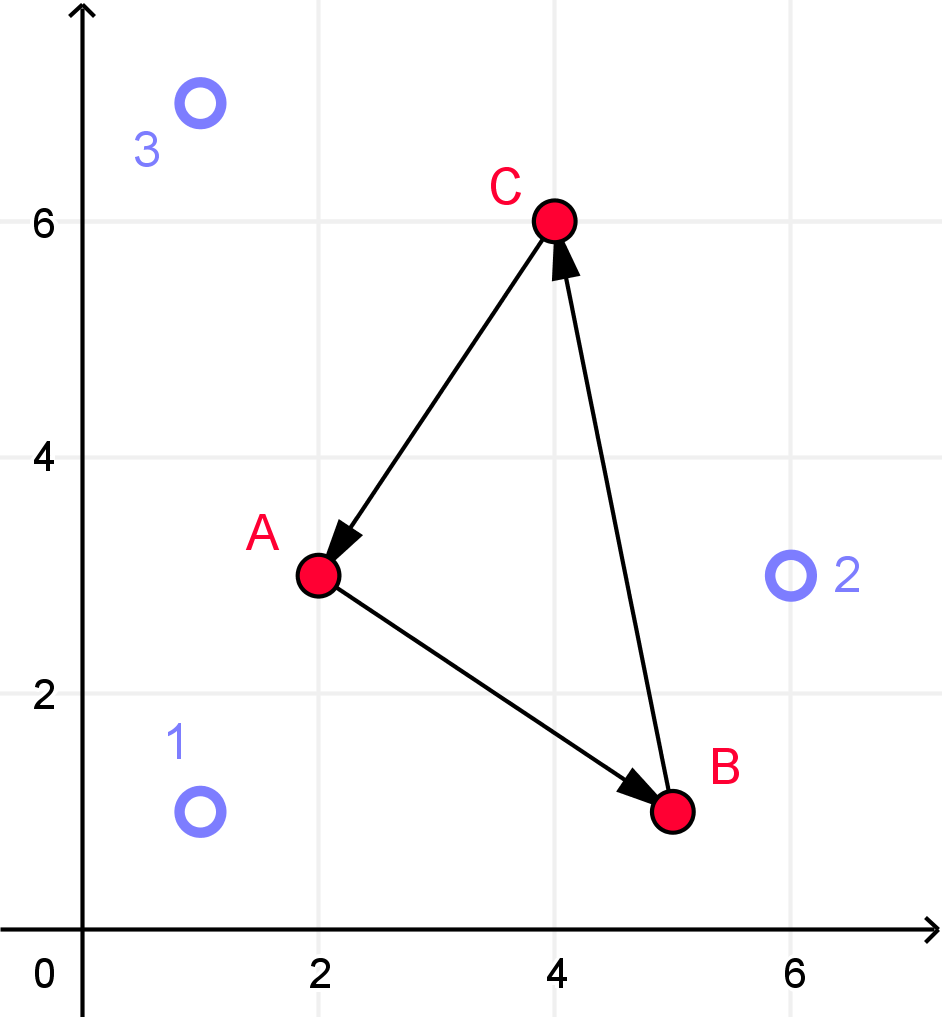
모든 방향에서 중위수가 없는 분포

이제 M은 모든 방향의 중앙값이므로 빨간색 실선에 수직인 파란색 화살표로 표시된 방향의 특정 경우에 1차원 중앙값과 일치한다. 따라서 파란색 화살표에 수직인 M을 통해 빨간색 파선을 그리면 유권자의 절반이 이 선의 왼쪽에 있다고 말할 수 있다. 그러나 이 선 자체가 빨간색 실선의 왼쪽에 있기 때문에 유권자의 절반 이상이 B보다 A를 높게 평가할 것이다. ∎

### 모든 방향의 중앙값과 기하 중앙값 간의 관계
고유한 전방향 중앙값이 존재할 때마다 Condorcet 투표 방법의 결과를 결정한다. 동시에 기하 중앙값은 우선 순위 선거의 이상적인 승자로 식별될 수 있다. 따라서 둘 사이의 관계를 아는 것이 중요하다. 사실 모든 방향의 중앙값이 존재할 때마다(적어도 이산 분포의 경우) 기하학적 중앙값과 일치한다.

보조정리의 다이어그램

## 호텔링의 법칙
보다 비공식적인 주장(중앙값 유권자 모델) 은 호텔링의 법칙으로도 알려진 해롤드 호텔링의 '최소 미분 원칙'과 관련이 있다. 그것은 정치인이 중위 유권자가 차지하는 위치 또는 더 일반적으로 선거 시스템이 선호하는 위치에 끌린다고 말한다. 그것은 1929년 호텔링(Hotelling)에 의해 처음으로 (엄격한 주장 없이 관찰로서) 제시되었다.
호텔링은 경제학자의 눈으로 정치인들의 행동을 보았다. 그는 특정 상품을 판매하는 상점이 종종 같은 지역에 모여 있다는 사실에 충격을 받았고 이것을 정당의 유사 수렴으로 보았다. 시장 점유율을 극대화하기 위한 합리적인 정책일 수 있다.
인간의 동기 부여의 특성화와 마찬가지로 쉽게 예측할 수 없고 많은 예외가 있는 심리적 요인에 따라 달라진다. 그것은 또한 투표 시스템에 달려 있다. 선거 과정이 그렇게 하지 않는 한 정치인은 중앙값 유권자에게 수렴하지 않을 것이다. 선거 과정이 도시 유권자보다 농촌 유권자에게 더 많은 가중치를 부여하면 정당은 진정한 중앙값보다 농촌 지역에 유리한 정책으로 수렴할 가능성이 높다.

## 중위 투표자 정리의 사용
이 정리는 특정 투표 시스템의 최적성(및 최적성의 한계)을 밝히는 데 유용하다.

## 같이 보기
- 애로의 불가능성 정리
- 선호투표제

## 참고 문헌
1. ↑  Duncan Black, "On the Rationale of Group Decision-making" (1948).
2. 1 2  Hotelling, Harold (1929). “Stability in Competition”. 《The Economic Journal》 39 (153): 41–57. doi:10.2307/2224214. JSTOR 2224214.
3. ↑  Holcombe, Randall G. (2006). 《Public Sector Economics: The Role of Government in the American Economy》. 155쪽. ISBN 9780131450424.
4. ↑  See Black's paper.
5. ↑  Anthony Downs, "An Economic Theory of Democracy" (1957).
6. ↑  B. Grofman and S. L. Feld, "If you like the alternative vote (a.k.a. the instant runoff), then you ought to know about the Coombs rule" (2004).

## 추가 자료
- Buchanan, James M.; Tollison, Robert D. (1984). 《The Theory of Public Choice》 II. Ann Arbor: University of Michigan Press. ISBN 0472080415.
- Clinton, Joshua D. (2006). “Representation in Congress: Constituents and the Roll Calls in the 106th House”. 《Journal of Politics》 68 (2): 397–409. doi:10.1111/j.1468-2508.2006.00415.x.
- Congleton, Roger (2003). 〈The Median Voter Model〉.   Rowley, C. K.; Schneider, F. 《The Encyclopedia of Public Choice》. Kluwer Academic Press. ISBN 978-0-7923-8607-0.
- Dasgupta, Partha 및 Eric Maskin, "다수 원칙의 견고성", 유럽 경제 협회 저널, 2008.
- Downs, Anthony (1957). “An Economic Theory of Political Action in a Democracy”. 《Journal of Political Economy》 65 (2): 135–150. doi:10.1086/257897.
- Holcombe, Randall G. (1980). “An Empirical Test of the Median Voter Model”. 《Economic Inquiry》 18 (2): 260–275. doi:10.1111/j.1465-7295.1980.tb00574.x.
- Holcombe, Randall G.; Sobel, Russell S. (1995). “Empirical Evidence on the Publicness of State Legislative Activities”. 《Public Choice》 83 (1–2): 47–58. doi:10.1007/BF01047682.
- Husted, Thomas A.; Kenny, Lawrence W. (1997). “The Effect of the Expansion of the Voting Franchise on the Size of Government”. 《Journal of Political Economy》 105 (1): 54–82. doi:10.1086/262065.
- Krehbiel, Keith (2004). “Legislative Organization”. 《Journal of Economic Perspectives》 18 (1): 113–128. doi:10.1257/089533004773563467.
- McKelvey, Richard D. (1976). “Intransitives in Multidimensional Voting Models and Some Implications for Agenda Control”. 《Journal of Economic Theory》 12 (3): 472–482. doi:10.1016/0022-0531(76)90040-5.
- Schummer, James; Vohra, Rakesh V. (2013). 〈Mechanism Design Without Money〉.   Nisan, Noam; Roughgarden, Tim; Tardos, Eva; Vazirani, Vijay. 《Algorithmic Game Theory》. New York: Cambridge University Press. 246–252쪽. ISBN 978-0-521-87282-9.
- Rice, Tom W. (1985). “An Examination of the Median Voter Hypothesis”. 《Western Political Quarterly》 38 (2): 211–223. doi:10.2307/448625. JSTOR 448625.
- Romer, Thomas; Rosenthal, Howard (1979). “The Elusive Median Voter”. 《Journal of Public Economics》 12 (2): 143–170. doi:10.1016/0047-2727(79)90010-0.
- Sobel, Russell S.; Holcombe, Randall G. (2001). “The Unanimous Voting Rule is not the Political Equivalent to Market Exchange”. 《Public Choice》 106 (3–4): 233–242. doi:10.1023/A:1005298607876.
- Waldfogel, Joel (2008). “The Median Voter and the Median Consumer: Local Private Goods and Population Composition”. 《Journal of Urban Economics》 63 (2): 567–582. doi:10.1016/j.jue.2007.04.002. SSRN 878059.